# 미션 임파서블
미션 임파서블(영어: Mission: Impossible)은 임파서블 미션스 포스 (Impossible Missions Force, IMF)라는 이름의 가상 비밀 첩보 기관을 기반으로 하는 미디어 믹스이다. 1966년 드라마는 7시즌 동안 방영되었으며 1988년에는 2시즌 부활했다. 이 드라마는 1996년부터 톰 크루즈가 주연을 맡은 일련의 연극 영화에 영감을 주었다.

## 미디어

### 텔레비전 시리즈
- 《제5전선》 (1966년)
- 《돌아온 제5전선》 (1988년)